# Cellaria mandibulata
Cellaria mandibulata är en mossdjursart som beskrevs av Walter Douglas Hincks 1882. Cellaria mandibulata ingår i släktet Cellaria och familjen Cellariidae. Inga underarter finns listade i Catalogue of Life.